# Похищение Прозерпины (скульптура)
«Похищение Прозерпины» (итал. Ratto di Proserpina), или «Плутон и Прозерпина» — мраморная скульптурная группа, созданная художником итальянского барокко Джованни Лоренцо Бернини по заказу кардинала Шипионе Боргезе в 1621—1622 годах. Произведение Бернини находится в «Комнате императоров» (Зал IV) на Вилле в садах Боргезе (Галерея Боргезе) в Риме. Кардинал Боргезе, меценат и коллекционер произведений античного искусства, покровительствовал Бернини. «Похищение Прозерпины» — одна из четырёх скульптурных групп, которые кардинал заказал молодому, но уже признанному скульптору. Остальные: «Эней, Анхиз и Асканий» (1618—1619), «Давид» (1623—1624), «Аполлон и Дафна» (1622—1625). Высота скульптуры — 295 см.

## История
Скульптура была выполнена Бернини вместе с портретным бюстом дяди Шипионе Боргезе — Папы Павла V (1621), умершего в 1621 году. Скульптору в это время было двадцать три года. Бернини получил как минимум три платежа за свою работу на сумму не менее 450 римских скуди. Скульптура была начата в июне 1621 года, завершена в 1622 году, и её предполагалось разместить на вилле Боргезе недалеко от Порта Пинчиана 23 сентября следующего года.
Появление скульптуры на столь явно языческую тему в доме кардинала может быть объяснено, согласно одной из версий, нравоучительным латинским куплетом, сочинённым Маффео Барберини, будущим папой Урбаном VIII, будущим заказчиком и покровителем Бернини, который был впечатлён качеством скульптуры: «Quisquis humi pronus flores legis, inspice saevi me Ditis ad domum rapi» (О вы, кто, склонившись к земле, собирает цветы, смотрите, как меня похищают к дому жестокого правителя).
Однако «Похищение Прозерпины» недолго оставалось на вилле Боргезе, поскольку в 1623 году Шипионе Боргезе подарил произведение кардиналу Людовизи, который перевёз скульптуру на свою виллу. В 1908 году шедевр Бернини был приобретён итальянским государством и вернулся на виллу Боргезе.

## Тема скульптуры: Легенда о похищении Прозерпины (Персефоны)
По легенде, у богини Деметры (у римлян: Церера) была юная дочь Персефона (у римлян: Прозерпина). Отцом Персефоны был громовержец Зевс (Юпитер). Зевс отдал её в жены своему мрачному брату Аиду (Плутону), властителю царства теней и умерших, и с ним должна была жить Персефона во мраке подземного царства.
Произошло это следующим образом. Однажды Персефона вместе со своими подругами резвилась в цветущей долине. Аид видел, как резвилась Персефона, и решил тут же её похитить. Он упросил богиню Гею (Теллус) вырастить цветок необыкновенной красоты. Персефона увидала цветок и протянула к нему руку. Но только она сорвала цветок, как разверзлась земля, и появился мрачный Аид на золотой колеснице. Он схватил юную Персефону и унёс её на колеснице, запряжённой «храпящими конями», скрывшейся в недрах земли. Только вскрикнуть успела Персефона. Никто не видел, как похитил Аид девушку, лишь бог солнца — Гелиос (Сол). Крик Персефоны услышала Деметра. Она стала всюду искать свою дочь, но нигде не нашла. Девять дней блуждала она по земле, проливая слёзы, а на десятый пришла к богу Гелиосу и стала молить его, чтобы он сказал ей, кто похитил Персефону. Гелиос рассказал обо всём скорбящей матери. Разгневалась Деметра за то, что Зевс отдал Персефону в жёны Аиду без её ведома. Она покинула Олимп и приняла вид простой смертной.
Деметра была богиней плодородия, и без неё всякий рост на земле прекратился. Листья на деревьях завяли и облетели, травы поблекли, цветы засохли. Не было плодов в садах, и не зрели в виноградниках тяжёлые сочные гроздья. Зевс повелел Аиду отпустить Персефону на землю к матери. Аид согласился, но предварительно дал Персефоне проглотить зёрна граната, символ брака. С тех пор Персефона две трети года живёт с матерью, а одну треть проводит со своим мужем, Аидом, под землёй.
Миф об похищении Персефоны существует в нескольких версиях. Он кратко упоминается в «Теогонии» (стих 914) Гесиода (ок. 700 г. до н. э.), у Еврипида (412 г. до н. э.). Существует версия римского поэта Овидия («Метаморфозы», V: 385—567). В IV веке н. э. римский поэт Клавдий Клавдиан написал поэму «Похищение Прозерпины» (De raptu Proserpinae). Клавдиан был одним из любимых авторов художников эпохи барокко, и чаще всего они использовали именно его текст.

## Композиция и выразительность скульптуры
Многие известные историки искусства восхищались этим произведением. Выдающийся британский историк и теоретик искусства Рудольф Виттковер отмечал: «Изображение подобных сцен зависело от новой динамичной концепции Бернини, рассчитанной на следующие сто пятьдесят лет».
В скульптуре затруднительно изобразить, согласно тексту Овидия, проваливающуюся под землю колесницу и даже разверзающуюся землю. Однако ранее Пьетро Бернини, отец скульптора Дж. Л. Бернини, создал композицию «Подвиг Марка Курция» — изображение римского воина, проваливающегося под землю вместе с конём (1615). Эта скульптура находится там же, в Галерее Боргезе.
В произведении Бернини историки искусства усматривают несколько античных источников, среди них статую Ниобы, которая находилась на Вилле Медичи в Риме (ныне в галерее Уффици во Флоренции).
Плутон (греческий Аид) в изображении Бернини отличается царскими атрибутами (короной и скипетром), за ним свирепый страж Аида: трёхголовый пёс Цербер «следит, чтобы никто не преградил путь господину, поворачивая во все стороны свои три головы». Прозерпина тщетно пытается избежать эротической ярости Плутона, упираясь левой рукой в лицо жестокого бога. Ховард Хиббард отмечал натуралистические эффекты, достигнутые Бернини в мраморе, такие как «текстура кожи, развевающиеся пряди волос, слёзы Персефоны и, прежде всего, податливая плоть девушки». Также часто упоминаются характерные детали, создающие экспрессивный силуэт: руки Плутона обвивают талию Прозерпины, а она выбрасывает руки в стороны в попытке вырваться из жестоких объятий.
«Группа изумительно скомпонована, — писал В. Г. Власов, — она преисполнена бурного, напряжённого движения… Несмотря на античные аллюзии (что обычно для мастеров барокко), скульптурная группа представляет собой целостный образ, пронизанный экспрессией и чувственностью, ощущением трепета живой плоти. Пальцы Плутона буквально впиваются в тающий на свету мрамор бедра Прозерпины».
Этой деталью, с помощью которой Бернини с замечательным правдоподобием воспроизвёл мягкость тела Прозерпины в твёрдом мраморе, скульптор продемонстрировал свою поразительную художественную и техническую виртуозность. Такая деталь, кажется, словно специально задумана, чтобы проиллюстрировать знаменитые слова самого скульптора, произнесённые им в ответ на критические замечания в излишней манерности: «Высшее достижение моего резца, которым я победил мрамор и сделал его гибким, как воск, и этим смог до известной степени объединить скульптуру с живописью. А то, что античные художники этого не делали, то это, может быть, происходило от того, что у них не хватало духу подчинять своей руке камни, как если бы они были из теста».
В контраст к нежной пластике Прозерпины тело Плутона трактовано мощным и мускулистым, что дополнительно подчёркивается густой бородой и кудрями волос, показывающими, в частности, что Бернини часто использовал бурав (обычно осуждаемый скульпторами). Сын и биограф Бернини-отца — Доменико — назвал это «удивительным контрастом нежности и жестокости».
Скульптурная группа «Похищение Прозерпины» — шедевр искусства стиля барокко, она вся пронизана движением, которое выражено, как и в других, близких произведениях мастера: «Давиде», «Аполлоне и Дафне», многими связующими S-образными линиями. Подобные произведения в Италии эпохи маньеризма и барокко называли: «змеевидными фигурами» (Figura serpentinata). Скульптура имеет одну, главную точку зрения, выявляющую основное спиралевидное пластическое движение. Однако она провоцирует зрителя обойти её со всех сторон, открывающих всё новые, изумительные детали.
Специалисты отмечают также «искривлённый контрапост» (итал. contrapposto curvo). Такой приём является типичным для искусства маньеризма, например, в близкой по теме скульптурной группе «Похищение сабинянки» Джамболоньи (1581—1583), но у Бернини пластическое движение, в отличие от маньеристских образцов, проникнуто напряжением и мощью.

## Реминисценции в истории искусства
В Художественном музее Кливленда (США) хранится мраморная «Голова Прозерпины». Этот фрагмент некоторое время приписывали самому Бернини, ныне он считается произведением его школы.
Французский скульптор эпохи «большого стиля», «золотого века» французского искусства второй половины XVII столетия, ученик Бернини, Франсуа Жирардон в 1699 году создал скульптурную группу «Плутон, похищающий Прозерпину», её копия установлена в парке Версаля, в центре Колоннады Ардуэна-Мансара (оригинал в Лувре). Скульптура в общих чертах повторяет шедевр Бернини, но с меньшей экспрессией и выразительностью.
В XVIII—XIX веках, в эпоху неоклассицизма, стиль барокко и творчество его главных представителей подвергали жёсткой критике. Жером де Лаланд писал о творении Бернини: «Спина Плутона сломана; его фигура экстравагантна, но бесхарактерна и её очертания плохи; женский образ не лучше». Другой французский посетитель виллы Людовизи был столь же критичен, заявив: «Голова Плутона вульгарно весёлая; его корона и борода придают ему нелепый вид, в то время как мышцы ярко выражены, а фигура позирует. Это не настоящее божество, а декоративный бог…».
В 1811 году русский скульптор Василий Иванович Демут-Малиновский создал навеянную произведением Бернини скульптурную группу, также названную «Похищение Прозерпины», установленную перед зданием Горного института в Санкт-Петербурге в стиле раннего «александровского классицизма» архитектора А. Н. Воронихина.
- Дж. Л. Бернини. Голова Прозерпины. Этюд. 1620-е гг. Мрамор. Национальный музей, Варшава
- Голова Прозерпины. Школа Бернини. Мрамор. Художественный музей Кливленда, США
- Ф. Жирардон. Плутон, похищающий Прозерпину. 1678—1699. Мрамор. Версальский парк (копия)
- Похищение Прозерпины. 1811. Скульптурная группа перед зданием Горного института в Санкт-Петербурге. Архитектор А. Н. Воронихин. Скульптор В. И. Демут-Малиновский